# Діброва Петро
Петро Діброва — кубанський бандурист, заарештований та розстріляний в 1919. Учасник Київської капели в 1918 р. Автор підручника гри на бандурі.